# العلاقات السورية الكورية الجنوبية
العلاقات السورية الكورية الجنوبية هي العلاقات الثنائية التي تجمع بين سوريا وكوريا الجنوبية.

## مقارنة بين البلدين
هذه مقارنة عامة ومرجعية للدولتين:
| وجه المقارنة                                              | سوريا                    | كوريا الجنوبية                                                          |
| --------------------------------------------------------- | ------------------------ | ----------------------------------------------------------------------- |
| المساحة (كم2)                                             | 185.18 ألف               | 100.30 ألف                                                              |
| عدد السكان (نسمة)                                         | 18.27 مليون              | 51.47 مليون                                                             |
| الكثافة السكانية (ن./كم²)                                 | 98.66                    | 513.16                                                                  |
| العاصمة                                                   | دمشق                     | سول                                                                     |
| اللغة الرسمية                                             | اللغة العربية            | اللغة الكورية                                                           |
| العملة                                                    | ليرة سورية               | وون كوري جنوبي                                                          |
| الناتج المحلي الإجمالي (بليون دولار)                      | 60.20 مليار              | 1.53 تريليون                                                            |
| الناتج المحلي الإجمالي (تعادل القوة الشرائية) بليون دولار |                          | 1.75 تريليون                                                            |
| الناتج المحلي الإجمالي الاسمي للفرد دولار أمريكي          |                          | 27.22 ألف                                                               |
| الناتج المحلي الإجمالي للفرد دولار أمريكي                 |                          |                                                                         |
| مؤشر التنمية البشرية                                      | 0.594                    | 0.901                                                                   |
| رمز المكالمات الدولي                                      | +963                     | +82                                                                     |
| رمز الإنترنت                                              | .sy                      | .kr                                                                     |
| المنطقة الزمنية                                           | ت ع م+02:00، ت ع م+03:00 | توقيت كوريا الجنوبية، ت ع م+09:00، آسيا/سيول ‏، ت ع م+08:00، ت ع م+08:30 |

## منظمات دولية مشتركة
يشترك البلدان في عضوية مجموعة من المنظمات الدولية، منها:
| علم المنظمة | اسم المنظمة                               | تاريخ انضمام سوريا | تاريخ انضمام كوريا الجنوبية |
| ----------- | ----------------------------------------- | ------------------ | --------------------------- |
|             | مؤسسة التمويل الدولية                     | 28 يونيو 1962      | 16 مارس 1964                |
|             | منظمة حظر الأسلحة الكيميائية              | ?                  | ?                           |
|             | يونسكو                                    | 16 نوفمبر 1946     | 14 يونيو 1950               |
|             | الأمم المتحدة                             | 24 أكتوبر 1945     | 17 سبتمبر 1991              |
|             | منظمة الشرطة الجنائية الدولية             | ?                  | ?                           |
|             | البنك الدولي للإنشاء والتعمير             | 10 أبريل 1947      | 26 أغسطس 1955               |
|             | الاتحاد البريدي العالمي                   | ?                  | ?                           |
|             | مؤسسة التنمية الدولية                     | 28 يونيو 1962      | 18 مايو 1961                |
|             | المنظمة الهيدروغرافية الدولية             | ?                  | ?                           |
|             | المركز الدولي لتسوية المنازعات الاستشارية | 24 فبراير 2006     | 23 مارس 1967                |
|             | وكالة ضمان الاستثمار متعدد الأطراف        | 14 مايو 2002       | 12 أبريل 1988               |

## وصلات خارجية
- موقع وزارة الخارجية الكورية الجنوبية